# 야니스 아나스타시우
야니스 아나스타시우(그리스어: Γιάννης Αναστασίου, 1973년 3월 5일, 아르타 ~)는 전 그리스의 축구 선수이자 현 축구 감독으로, 현재 키프로스 1부 리그의 오모니아의 지도자이다.
선수 시절, 아나스타시우는 스트라이커로 활약했으며, 그리스, 벨기에, 그리고 네덜란드에서 프로생활을 했다. 그는 그리스 성인 국가대표팀 출전 경험이 있다.

## 선수 경력
아르타 출신으로, 아나스타시우는 그리스에서 프로 무대에 입문해, 벨기에와 네덜란드까지 생활했으며, 프레베자, 에트니코스 피레아스, OFI, 안데를레흐트, 로다, 아약스, 스파르타 로테르담, 그리고 알메러 시티를 거쳤다.
그는 1998년과 1999년 사이 그리스 국가대표로 5경기에 출전했다.

## 감독 경력
2013년 1월, 아나스타시우는 잉글랜드 클럽 레딩 1군 코칭스태프로 합류했다. 그는 2012년 6월, UEFA 프로 라이선스과정을 수행하던 도중에 팀의 감독인 브라이언 맥더못을 만났었다. 그는 레딩에 2달 머물렀는데, 그는 2013년 3월 11일 맥더못이 클럽을 나가면서 같이 떠났다.
2013년 5월, 그는 파나티나이코스 감독으로 취임했다.

## 감독 통계
2015년 2월 15일 경기 기준
| 팀             | 취임           | 해임 | 기록 | 기록 | 기록 | 기록 | 기록 | 기록 | 기록 | 기록  | 기록  |
| 팀             | 취임           | 해임 | 전   | 승   | 무   | 패   | 득   | 실   | 차   | %     | 주    |
| -------------- | -------------- | ---- | ---- | ---- | ---- | ---- | ---- | ---- | ---- | ----- | ----- |
| 파나티나이코스 | 2013년 7월 1일 | 현재 | 87   | 48   | 18   | 21   | 141  | 75   | +66  | 55.17 | [ 6 ] |
| 합계           | 합계           | 합계 | 87   | 48   | 18   | 21   | 141  | 75   | +66  | 55.17 | —     |